# タリン・トロリーバス
タリン・トロリーバス（エストニア語: Tallinna trollibussiliiklus）は、エストニアの首都であるタリン市内に路線網を有するトロリーバス。ソビエト連邦（ソ連）時代の1965年に開通し、2024年現在は路面電車（タリン市電）や路線バスと共にタリン市交通会社（Tallinna Linnatranspordi AS、TLT）によって運営されているが、同年11月1日以降長期に渡って運行を休止している。

## 歴史
タリン市内にトロリーバスを建設する計画は1946年には存在しており、何度か路線網の計画が立てられたものの、最終的に具体的な計画が定められたのは1962年であり、同年から建設が開始された後1965年7月6日から最初の路線の営業運転が開始された。また、当初は車庫が存在せず、終端に配置されたトレーラーハウスなどを用いた仮の区域が車両の留置場や事務所として使われていたが、翌1966年に最初の車庫が、1967年に事務所が完成している。
路線網はソ連時代を通して拡張され、1992年時点で9系統の路線網が存在した。一方で車両については開通当初を除きチェコスロバキア（現：チェコ）のシュコダ製の車両が継続的に導入されたが、エストニア独立後は部品の調達に支障をきたし、営業用車両を減らす事態に陥った。それを受け、1990年代以降はウクライナやハンガリー製の車両が導入された他、2000年代からはポーランドのソラリス製のノンステップバスが使用されていた。

## 系統
運行休止前の2024年時点で、タリン西部に以下のトロリーバスの路線が存在した。後述のように、全盛期には9系統存在した路線網は2000年以降廃止が進められていた。
| 系統番号 | 起点     | 終点       | 備考                      |
| -------- | -------- | ---------- | ------------------------- |
| 1        | Mustamäe | Kaubamaja  | 3号線とは経由区間が異なる |
| 3        | Mustamäe | Kaubamaja  | 1号線とは経由区間が異なる |
| 4        | Keskuse  | Balti jaam |                           |
| 5        | Mustamäe | Balti jaam |                           |

## 車両

### 営業休止前
前述の通り、運行休止前の2024年10月時点でタリン市内のトロリーバスで使用されていたのはポーランドのソラリスが開発したトロリーノであった。そのうちタリン市内のトロリーバスに導入されたのは全長12 mの2軸バスであるトロリーノ12と全長18 mの連節バスであるトロリーノ18で、前者は28両、後者は18両が営業運転に使用されていた。これらの車両については営業運転休止を目途にタリン市内から引退しており、試験的に充電池を搭載したトロリーノ12（1両）およびトロリーノ18（1両）を除いてモルドバの首都・キシナウのトロリーバス（キシナウ・トロリーバス）への譲渡が行われる予定である。

休止直前の車両
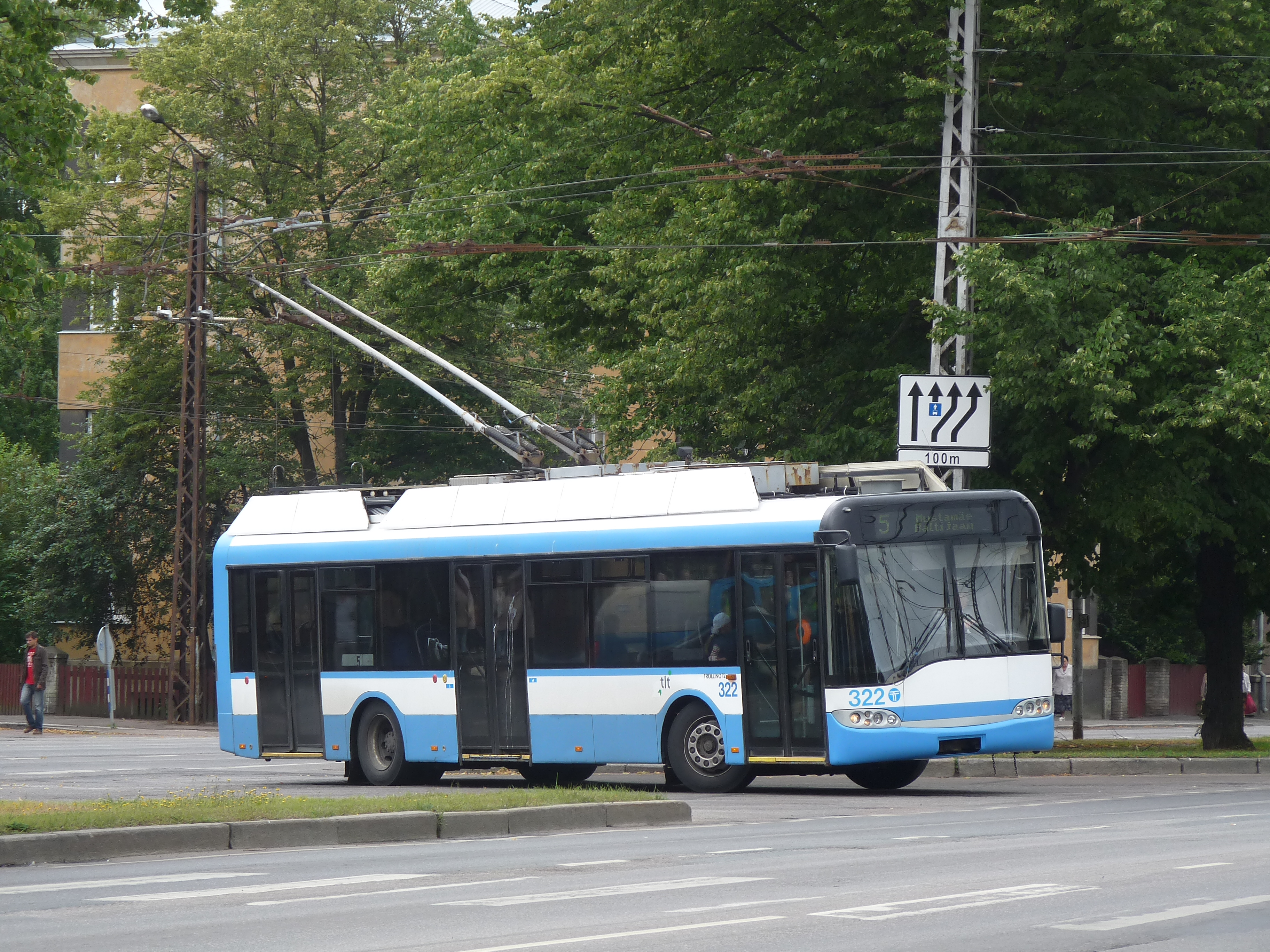
ソラリス・トロリーノ12 （トロリーノII）（2013年撮影）
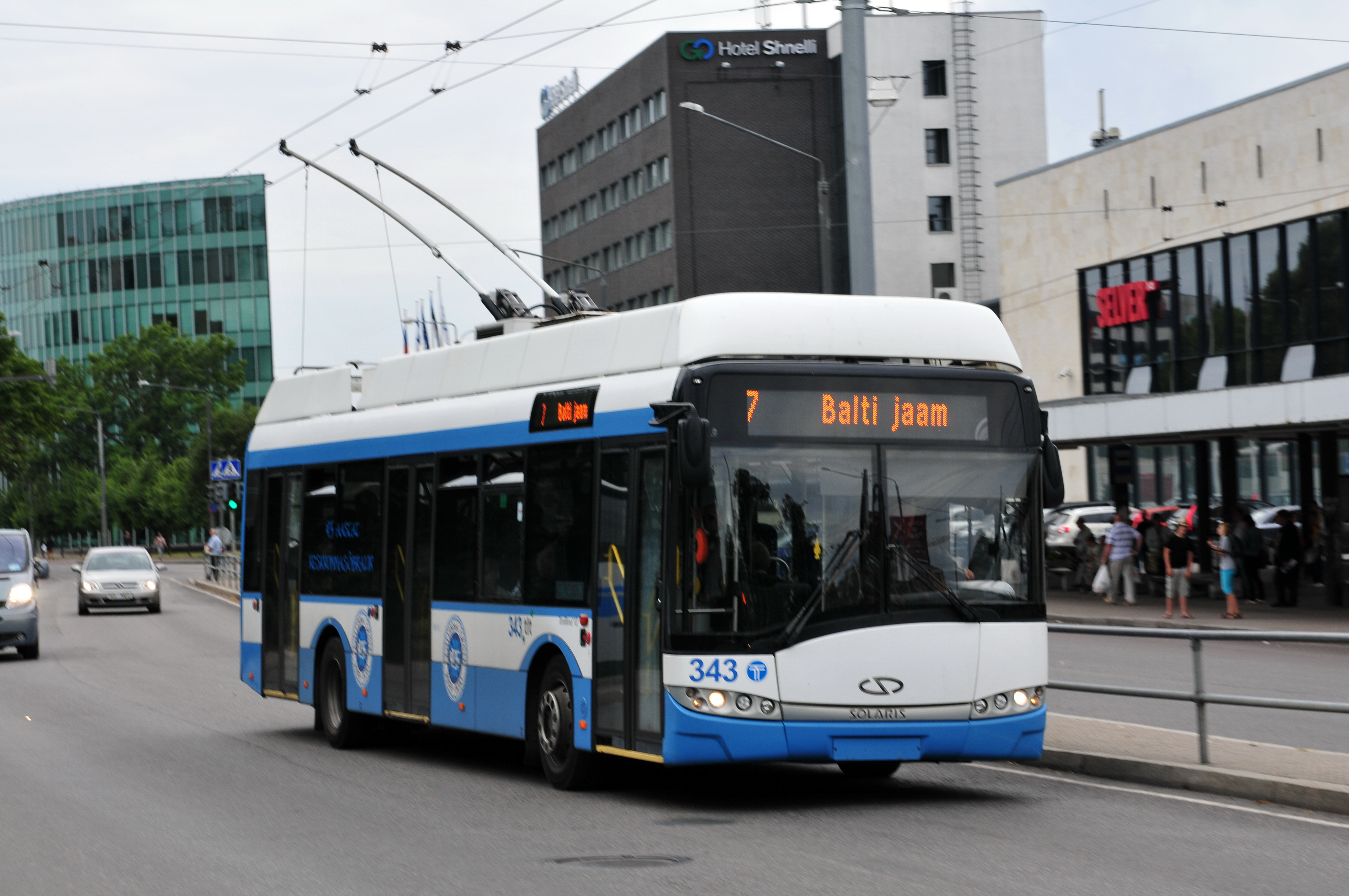
ソラリス・トロリーノ12 （トロリーノIII）（2014年撮影）
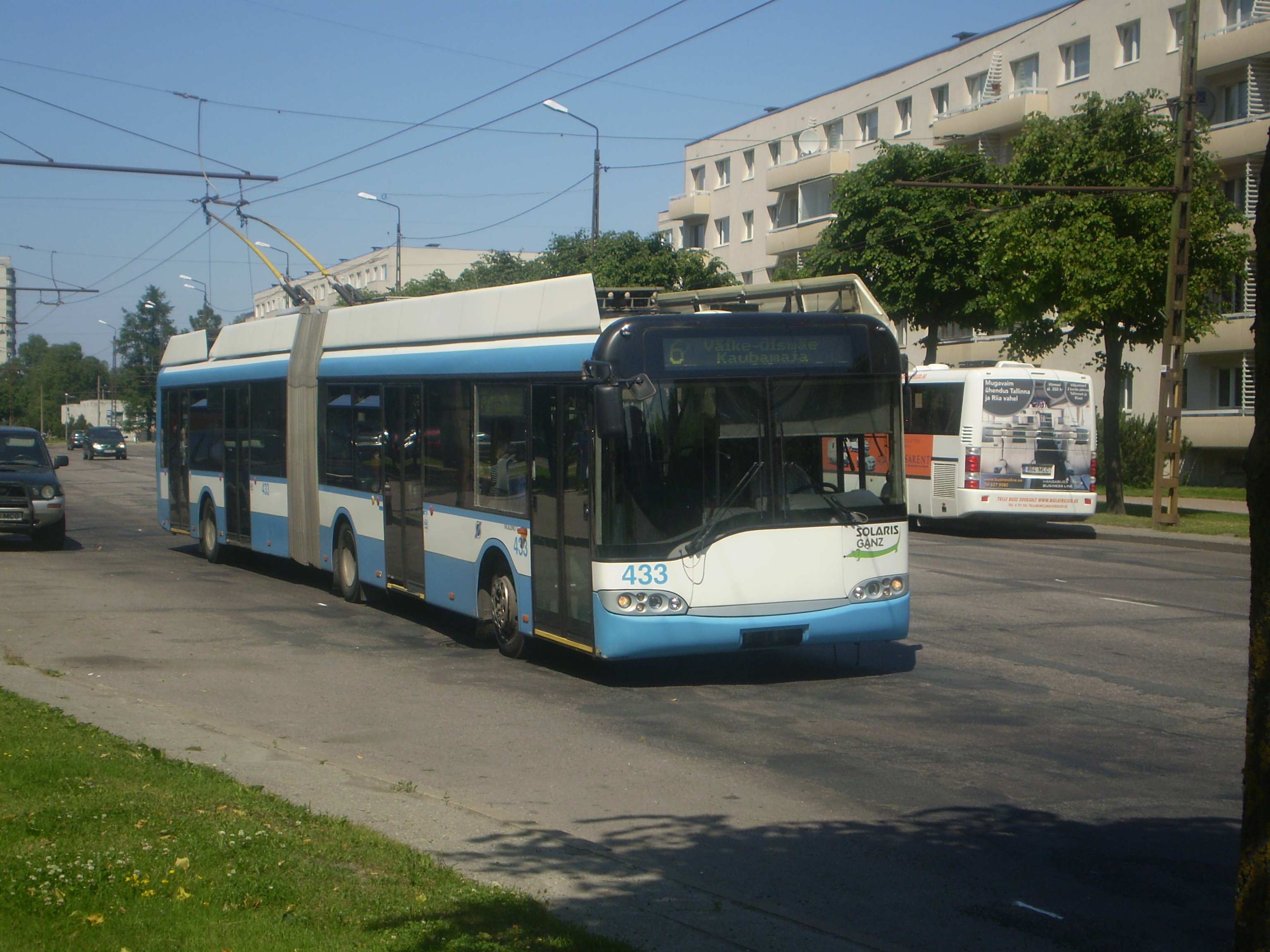
ソラリス・トロリーノ18 （トロリーノII）（2009年撮影）
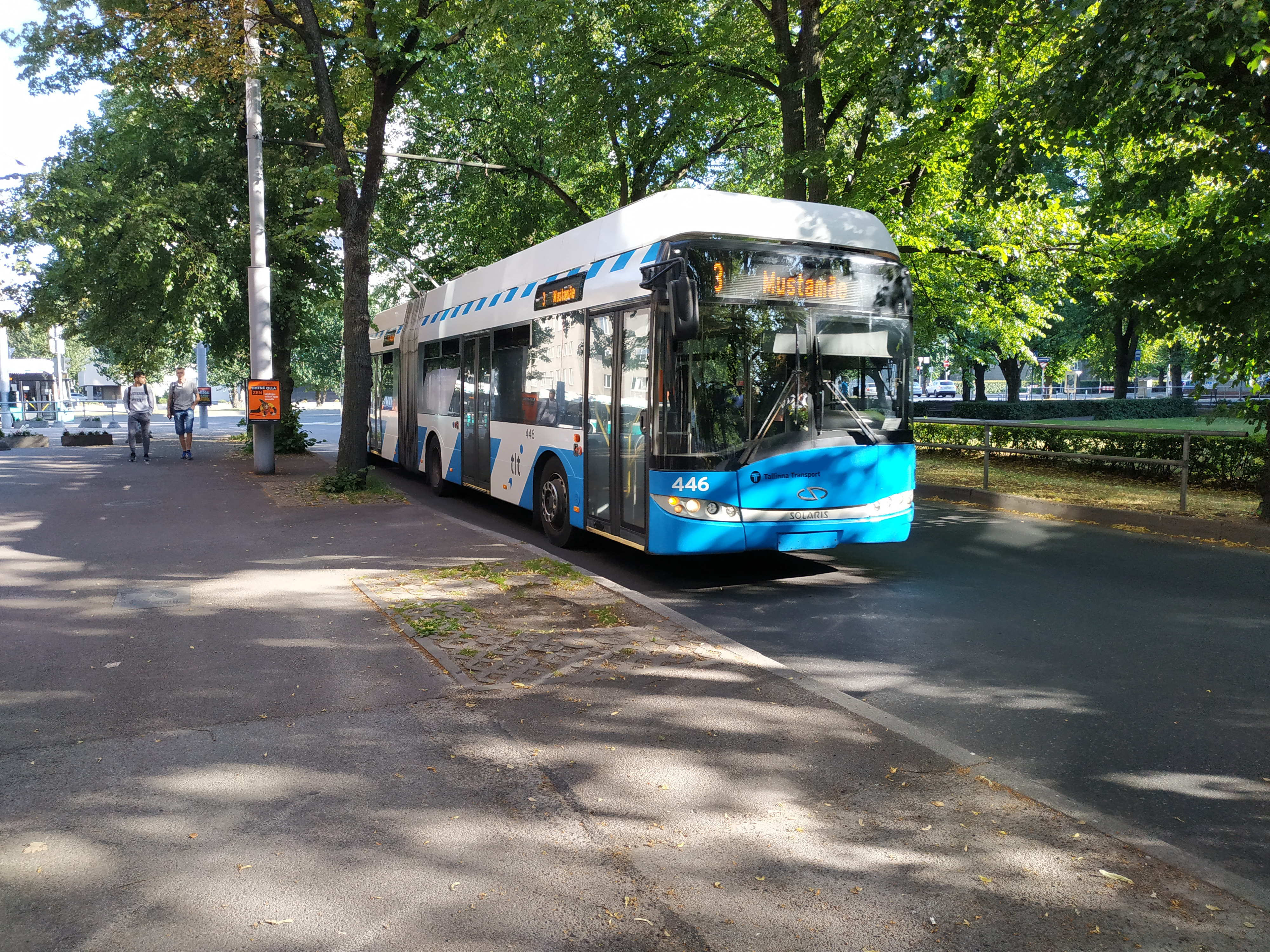
ソラリス・トロリーノ18 （トロリーノIII）（2019年撮影）

過去の車両
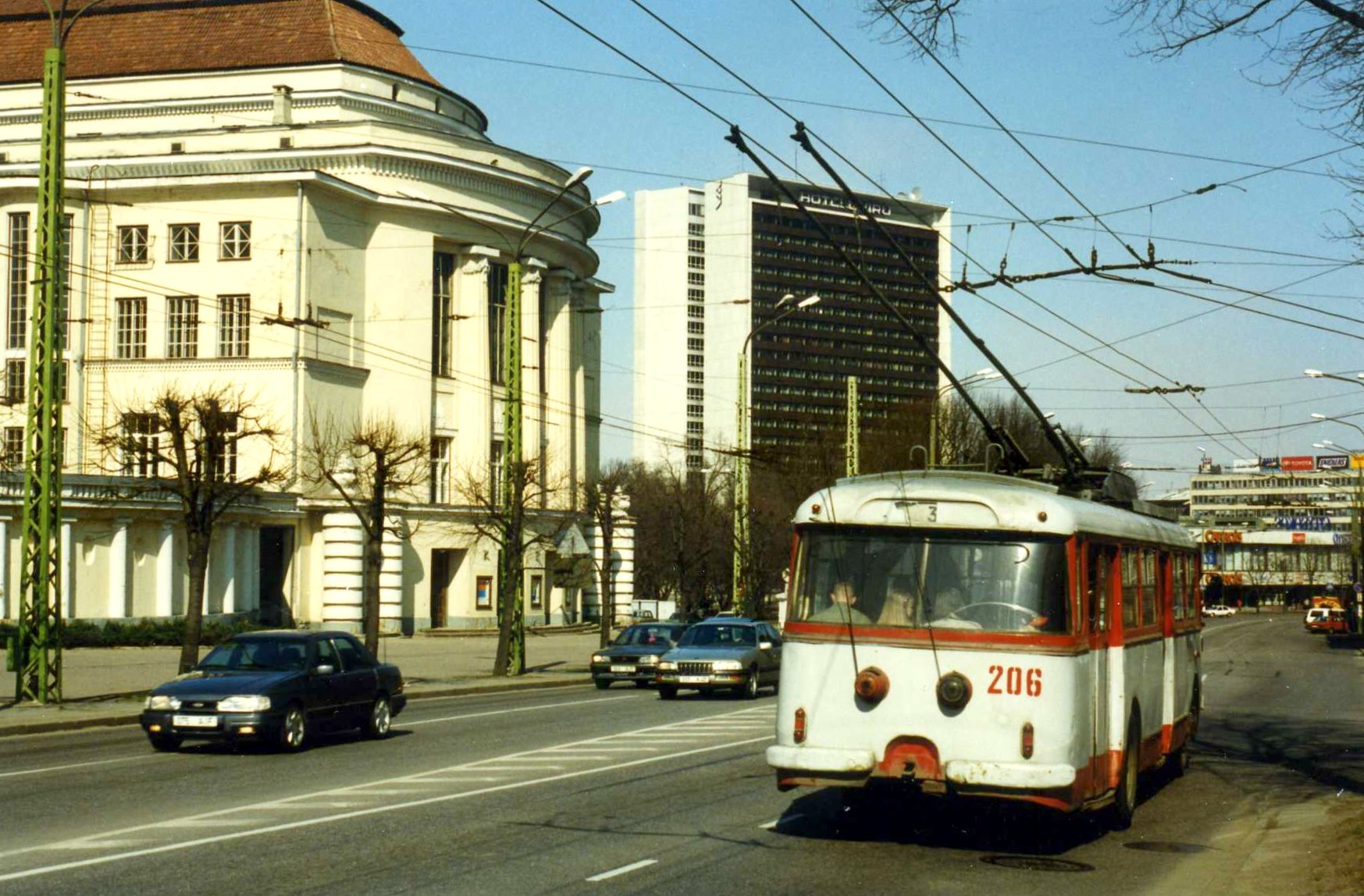
シュコダ9Tr（1996年撮影）
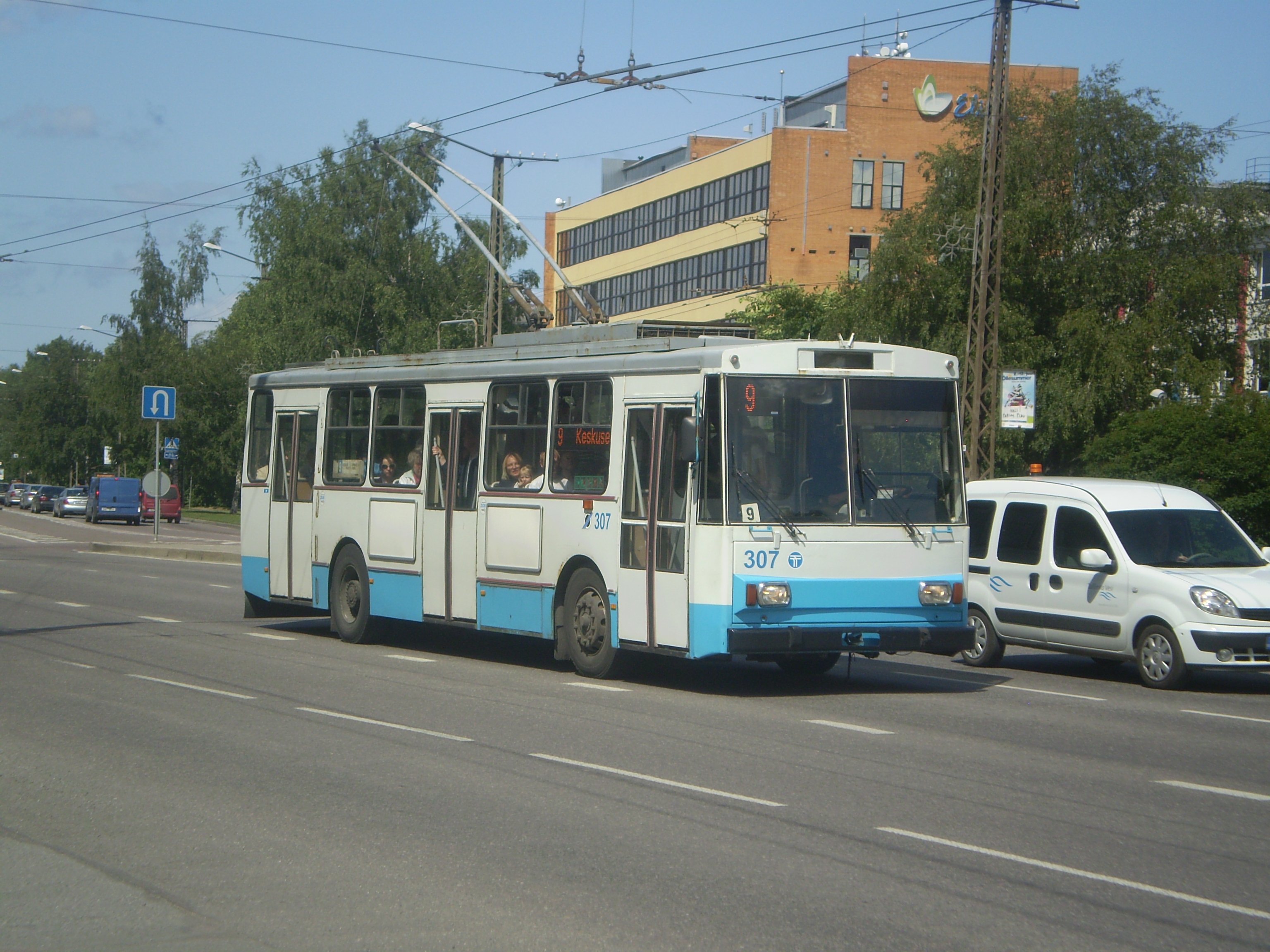
シュコダ14Tr（2009年撮影）
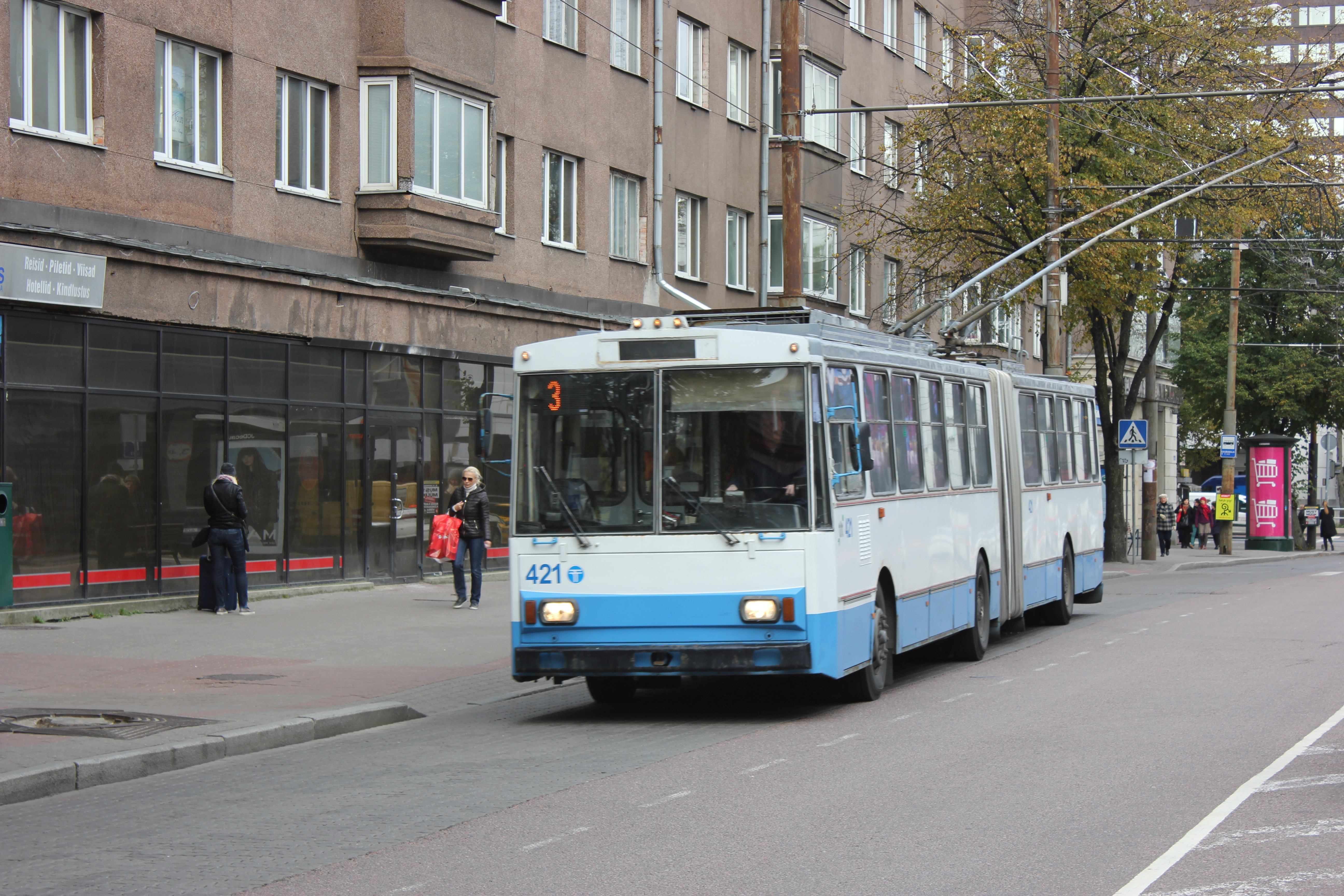
シュコダ15Tr（2016年撮影）
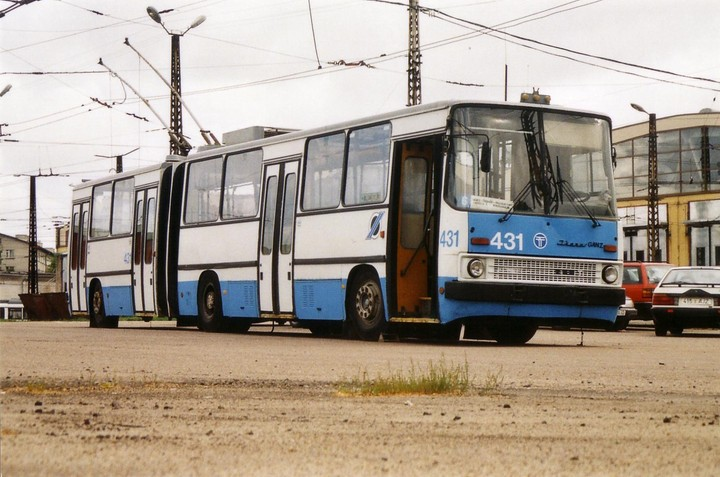
イカルス280T（エストニア語版）（2004年撮影）
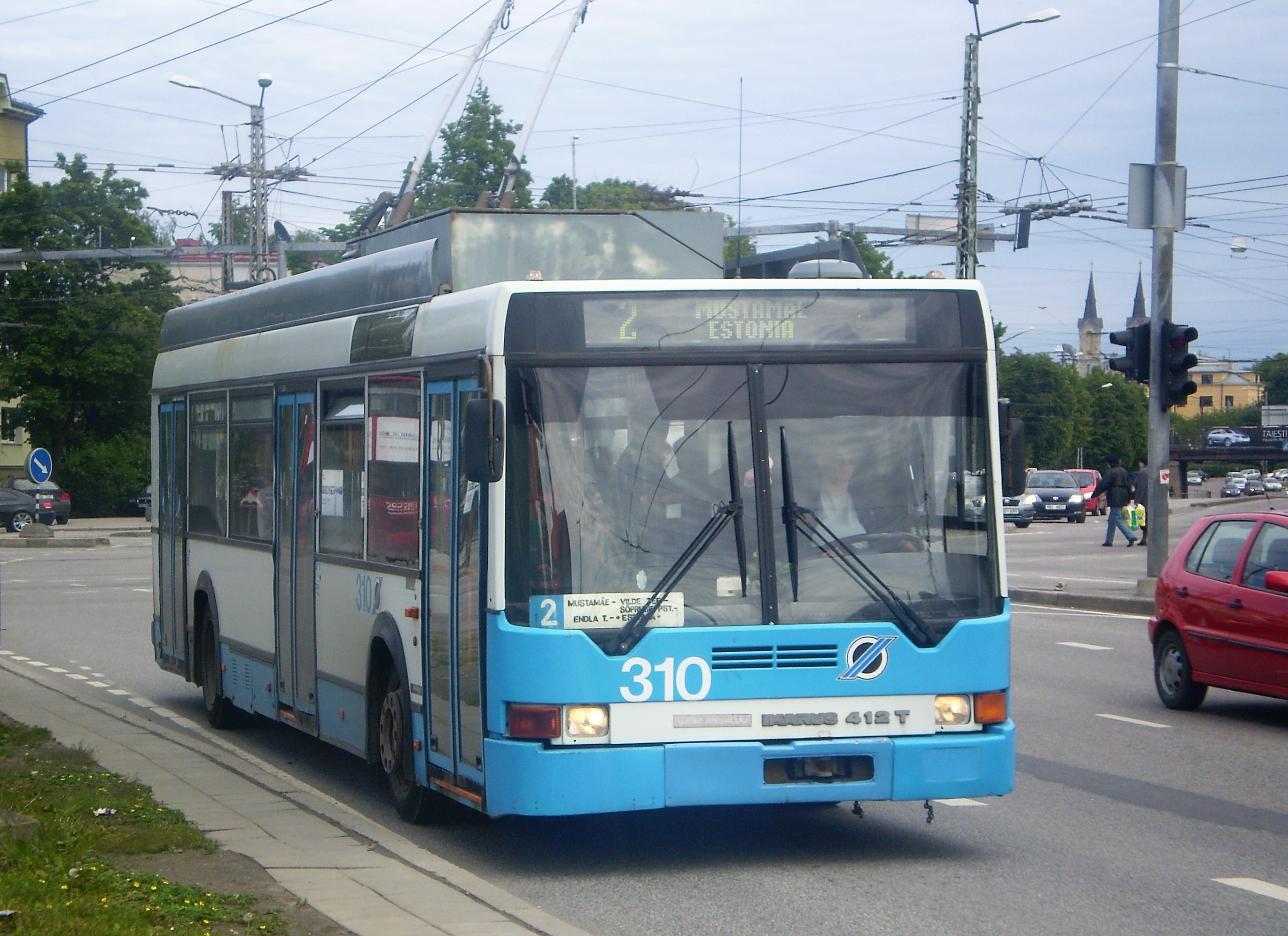
イカルス412T（ハンガリー語版）（2009年撮影）
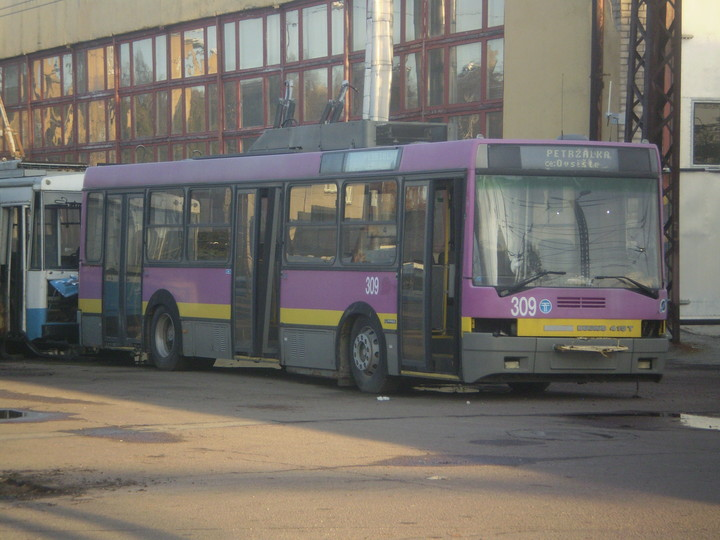
イカルス415T（ハンガリー語版）（2008年撮影）
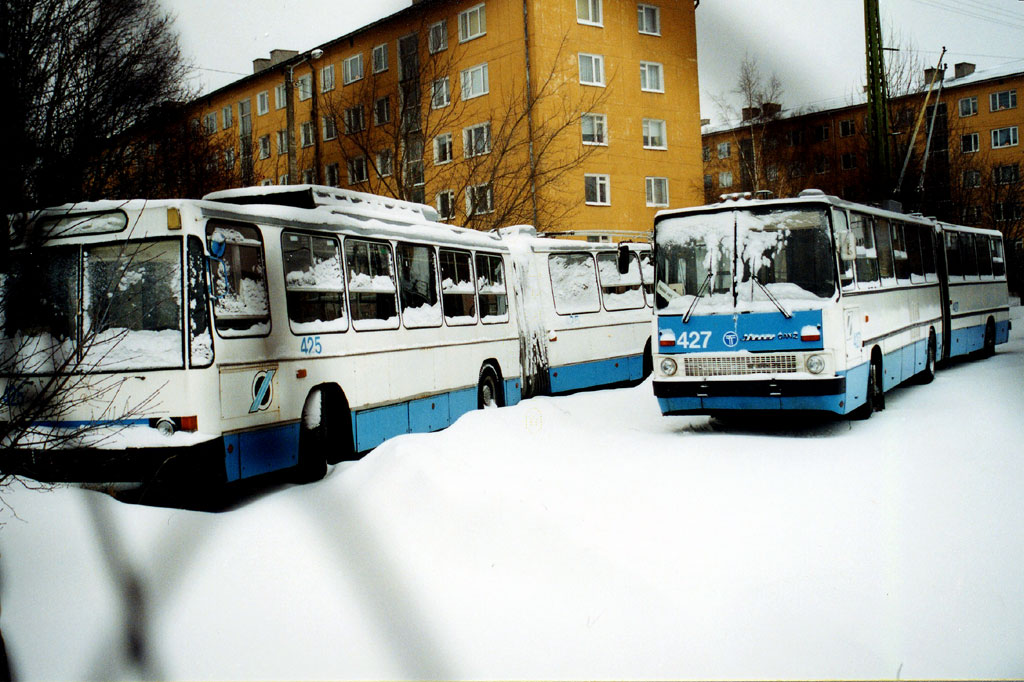
JuMZ-T1（左、2001年撮影）

### 営業再開後
2026年の運行再開に向け、2025年にタリン市交通会社はチェコのシュコダ・トランスポーテーションとの間に新型トロリーバス車両の導入に関する契約を結んだ旨を発表した。導入されるのは全長12 m級のシュコダ32Trと全長18 m級の連節バスのシュコダ33Trで、両形式とも充電池を搭載し架線が無い区間でも最長40 km走行可能な性能を有する。また、将来的な路線網拡大に備え、30両の追加発注も可能となっている。

## 運行休止、今後の予定
タリン市交通会社では将来的に全ての公共交通機関を電気を動力としたものに統一する計画を立てているが、その中でトロリーバスについては施設の老朽化を始めとした要因からハイブリッドバスや電気バスへの置き換えが進められていた。その結果、全盛期に9系統が存在したトロリーバス路線のうち半数以上が2010年代までにバスに変更される形で廃止されており、残された4系統についても2035年までの全廃が検討されていた。しかし、充電池を備えた新型車両の試運転や幾多もの議論を経て、2024年にタリン市議会は市内の基幹路線としてトロリーバスの存続を決定し、新型車両の導入や施設の更新などの近代化事業が2030年代までに実施される。ただし、市内中心部の道路工事や既存の車両の老朽化などの理由もあり、2024年10月31日の運転をもって、新型車両の納入が開始される2026年までトロリーバスは長期に渡り運行を休止している。